# Il Girasole (periodico)
Il Girasole  è stato un periodico mensile di ecologia politica pubblicato dal 2000 al 2014. Fondato a Torre Pellice dall'omonima ONLUS, promuoveva la cultura ambientalista in tutte le sue espressioni. Ottenne la registrazione presso il Tribunale di Torino nel luglio 2001, città in cui aveva sede la redazione.
Negli ultimi anni, per ragioni economiche, divenne prevalentemente una periodico on-line. Sospese le attività con la morte del suo fondatore Giorgio Gardiol.
La tiratura di ogni numero variava dalle 10 000 alle 12 000 copie, di cui circa 8 000 distribuite in abbonamento postale in Italia e in Europa.

## Argomenti
Il mensile focalizzava l'attenzione dei lettori principalmente sulle problematiche planetarie: il diritto all'acqua, i Forum mondiali sul clima e sulla società, l'inquinamento, i conflitti in corso; poneva in risalto le criticità delle "grandi opere" italiane: la TAV, il ponte sullo Stretto di Messina, la spesa pubblica. A livello locale monitorava le condizioni ambientali piemontesi e le attività della Giunta regionale.

## Collaboratori
Il Girasole ospitò sulle sue pagine frequenti interventi di ambientalisti, nonviolenti e rappresentanti dell'alternativa mondiale, quali Edo Ronchi, Enrico Moriconi, Giorgio Celli, Angelo Tartaglia, Enrico Peyretti, Gino Strada, Paolo Hutter, Vandana Shiva, Lino Balza, Giorgio Nebbia, Nando dalla Chiesa.